# Riley ve velkém světě
Riley ve velkém světě (v anglickém originále Girl Meets World) je americký sitcom, který je uváděn na dětské stanici Disney Channel. Za seriálem stojí Michael Jacobs a April Kelly a produkovaný je společností It's a Laugh Productions.
Premiéra seriálu proběhla v USA 27. června 2014 na stanici Disney Channel. Děj: Riley a Maya jsou nejlepší kamarádky už od dětství i přesto že jsou naprosto odlišné. Hned v 1.den ve škole se Riley zamiluje do Lucase, kterého potká v metru. Začíná tím jejich obrovské dobrodružství. Riley a Maya se učí jak žít v tom podivném velkém světě i když jsou jen jedno zrnko rýže na celé zeměkouli. Později se Maya také zamiluje do Lucase a začne tím nekonečně dlouhá záhada jejich trojúhelníku. V 2. řadě do jejich života vstoupí další dva přátelé a všechno se otočí vzhůru nohama. Ale Riley a Maya to vše napraví a jejich život se zase vrátí do starých kolejí, jenže to není jediné dobrodružství, které na ně čeká.

## Obsazení
- Rowan Blanchard jako Riley Matthewsová (český dabing: Mariana Jurková)
- Ben Savage jako Cory Matthews (český dabing: Jakub Saic)
- Sabrina Carpenter jako Maya Hartová (český dabing: Patricie Soukupová)
- Peyton Meyer jako Lucas Friar (český dabing: Jan Battěk)
- August Maturo jako Auggie Matthews (český dabing: Jan Köhler)
- Danielle Fishel jako Topanga Matthewsová (český dabing: Martina Šťastná)
- Cory Fogelmanis jako Farkle Minkus (český dabing: Jindřich Žampa)
- Amir Mitchell-Townes jako Isaiah 'Zay' Babineaux (od 2. řady), (český dabing: Robin Pařík)
- Cecilia Balagot jako Isadora Smackleová (od 3. řady), (český dabing: Klára Nováková)

## Vysílání
| Řada    | Díly    | Premiéra v USA  | Premiéra v USA  | Premiéra v ČR     | Premiéra v ČR     |
| Řada    | Díly    | První díl       | Poslední díl    | První díl         | Poslední díl      |
| ------- | ------- | --------------- | --------------- | ----------------- | ----------------- |
| 1       | 20      | 27. června 2014 | 27. března 2015 | 15. října 2014    | 26. září 2015     |
| Speciál | Speciál | 15. dubna 2015  | 15. dubna 2015  | 24. října 2015    | 24. října 2015    |
| 2       | 30      | 11. května 2015 | 11. března 2016 | 7. listopadu 2015 | 18. prosince 2016 |
| 3       | 21      | 3. června 2016  | 20. ledna 2017  | 7. ledna 2017     | 18. června 2017   |